# Meridiano 138 E
O meridiano 138 E é um meridiano que, partindo do Polo Norte, atravessa o Oceano Ártico, Ásia, Oceano Pacífico, Australásia, Oceano Índico, Oceano Antártico, Antártida e chega ao Polo Sul. Forma um círculo máximo com o meridiano 42 W.
Na Austrália, a fronteira entre Território do Norte e Queensland é definida por este meridiano.
Começando no Polo Norte, o meridiano 138º Este tem os seguintes cruzamentos:
| País, território ou mar | Notas |
| ----------------------- | --- |
| Oceano Ártico           | |
| Rússia                  | Iacútia - Ilha Kotelny                                                                                         |
| Mar de Laptev           | |
| Rússia                  | Iacútia - Ilha Yarok e continente Krai de Khabarovsk                                                           |
| Mar de Okhotsk          | |
| Rússia                  | Krai de Khabarovsk - Ilha Bolshoy Shantar                                                                      |
| Mar de Okhotsk          | |
| Rússia                  | Krai de Khabarovsk Krai de Primorsky Krai de Khabarovsk Krai de Primorsky Krai de Khabarovsk Krai de Primorsky |
| Mar do Japão            | |
| Japão                   | Ilha de Honshū                                                                                                 |
| Oceano Pacífico         | Passa a oeste de Yap, Estados Federados da Micronésia                                                          |
| Indonésia               | Ilha da Nova Guiné                                                                                             |
| Mar de Arafura          | |
| Indonésia               | Ilha Yos Sudarso                                                                                               |
| Mar de Arafura          | |
| Golfo de Carpentária    | |
| Austrália               | Fronteira Território do Norte/Queensland Austrália Meridional                                                  |
| Golfo de São Vicente    | |
| Austrália               | Ilha Kangaroo, Austrália Meridional                                                                            |
| Oceano Índico           | |
| Oceano Antártico        | |
| Antártida               | Terra Adélia, reivindicada pela França                                                                         |
Nas proximidades do cruzamento desse meridiano com o Paralelo 64 S fica o Polo sul magnético (dado de 2005), também próximo à Terra de Wilkes.